# Anna Pielesz
Anna Maria Pielesz – polska chemiczka, dr hab. nauk technicznych, profesor nadzwyczajny Instytutu Inżynierii Tekstyliów i Materiałów Polimerowych i prodziekan Wydziału Inżynierii Materiałów, Budownictwa i Środowiska Akademii Technicznej i Humanistycznej w Bielsku-Białej.

## Życiorys
18 września 1995 obroniła pracę doktorską Wpływ warunków ekologicznych na wybrane własności okrywy włosowej owiec polskich, 31 maja 2004 habilitowała się na podstawie pracy. Objęła funkcję profesora nadzwyczajnego w Instytucie Inżynierii Tekstyliów i Materiałów Polimerowych, oraz prodziekana  na Wydziale Inżynierii Materiałów, Budownictwa i Środowiska Akademii Technicznej i Humanistycznej w Bielsku-Białej. 